# Nem helyettesíthető token
A nem helyettesíthető token (röviden NFT az angol Non-Fungible Token után) egy egyedi digitális azonosító, amelyet a blokkláncban rögzítenek, és a tulajdonjog és a hitelesség igazolására szolgál. Nem másolható, nem helyettesíthető és nem osztható fel. Az NFT tulajdonjogát a blokkláncban rögzítik, és a tulajdonos átruházhatja, lehetővé téve az NFT-k eladását és kereskedelmét. Az NFT-ket bárki létrehozhatja, és létrehozásukhoz kevés vagy semmilyen kódolási készségre nincs szükség. Az NFT-k jellemzően digitális fájlokra, például műalkotásokra, fotókra, videókra és hangokra való hivatkozásokat tartalmaznak. Mivel az NFT-k egyedileg azonosíthatók, különböznek a kriptovalutáktól, amelyek helyettesíthetők.
A támogatók azt állítják, hogy az NFT-k nyilvános hitelességi tanúsítványt vagy tulajdonosi igazolást nyújtanak, de az NFT-k által közvetített jogok bizonytalanok lehetnek. A blokklánc által meghatározott NFT tulajdonjoga nem rendelkezik eredendő jogi jelentéssel, és nem feltétlenül biztosít szerzői jogot, szellemi tulajdonjogot vagy egyéb jogi jogokat a hozzá tartozó digitális fájl felett. Egy NFT nem korlátozza a hozzá tartozó digitális fájl megosztását vagy másolását, és nem akadályozza meg az azonos fájlokra hivatkozó NFT-k létrehozását.
Az NFT-k kereskedelme 2021-ben 17 milliárd dollárra nőtt az előző évi mindössze 82 millió dollárhoz képest. Az NFT-ket spekulatív befektetésekként használták, és kritikát váltottak ki a blokklánc egyes típusaihoz kapcsolódó energiaköltségek és szénlábnyom miatt, valamint a művészeti csalásokban való felhasználásuk miatt. Az NFT-piacot gazdasági buborékhoz vagy Ponzi-rendszerhez is hasonlították. A csúcson a három legnagyobb NFT-platform az Ethereum, a Solana és a Cardano volt. 2022-ben az NFT-piac összeomlott; egy 2022. májusi becslés szerint az eladások száma több mint 90%-kal csökkent 2021-hez képest. 2023 szeptemberére egy jelentés azt állította, hogy az NFT gyűjtések több mint 95%-ának nulla volt a pénzértéke.

## Karakterisztikák
Az NFT egy olyan adatfájl, amelyet egy blokkláncnak nevezett digitális főkönyvtípuson tárolnak, és amely eladható és kereskedhető. Az NFT kapcsolódhat egy adott - digitális vagy fizikai - eszközhöz, például egy képhez, művészeti alkotáshoz, zenéhez vagy egy sportesemény felvételéhez. Az NFT licencjogot adhat az eszköz meghatározott célú felhasználására. Az NFT egy meghatározott célra történő felhasználására. Az NFT (és adott esetben az alapul szolgáló eszköz használatára, másolására vagy megjelenítésére vonatkozó kapcsolódó licenc) a digitális piacokon kereskedhető és értékesíthető. Az NFT-k kereskedelmének jogon kívüli jellege azonban általában az eszköz feletti tulajdonjog nem hivatalos cseréjét eredményezi, amelynek nincs jogi alapja a végrehajtáshoz, és így gyakran nem nyújt többet, mint státuszszimbólumként való használatot.
Az NFT-k úgy működnek, mint a kriptográfiai tokenek, de a kriptovalutáktól eltérően az NFT-k általában nem cserélhetők ki egymással, így nem helyettesíthetők. Egy nem helyettesíthető token tartalmaz olyan adatlinkeket, amelyek például a kapcsolódó műtárgy tárolási helyére vonatkozó adatokra mutatnak, és amelyeket a linkek elfordulása befolyásolhat.

### Szerzői jog
Egy NFT kizárólag egy blokklánc rekord tulajdonjogának igazolását jelenti, és nem feltétlenül jelenti azt, hogy a tulajdonosnak szellemi tulajdonjogai vannak arra a digitális eszközre, amelyet az NFT állítólag képvisel. Valaki eladhat egy NFT-t, amely a művét képviseli, de a vevő nem feltétlenül kap szerzői jogot arra a műre, és az eladónak nem tiltható meg, hogy ugyanarról a műről további NFT-másolatokat készítsen. Rebecca Tushnet jogtudós szerint: „Bizonyos értelemben a vevő azt szerzi meg, amit a művészvilág úgy gondol, hogy megszerezte. Az alapul szolgáló mű szerzői jogát biztosan nem birtokolják, hacsak azt nem ruházzák át kifejezetten”.
Egyes NFT-projektek, mint például a Bored Apes, kifejezetten átruházzák az egyes képek szellemi tulajdonjogait a megfelelő tulajdonosokra. A CryptoPunks NFT-gyűjtemény olyan projekt volt, amely kezdetben megtiltotta az NFT-k tulajdonosainak a kapcsolódó digitális műalkotások kereskedelmi célú felhasználását, de később a gyűjtemény anyavállalata általi megvásárláskor engedélyezte az ilyen felhasználást.

## Története
Az első ismert NFT-t, a Quantumot Kevin McCoy és Anil Dash hozta létre 2014 májusában. Ez egy videoklipből állt, amelyet McCoy felesége, Jennifer készített. McCoy regisztrálta a videót a Namecoin blokkláncán, és 4 dollárért eladta Dash-nak a New York-i New Museumban tartott Seven on Seven konferenciák élő előadása során. McCoy és Dash a technológiát „monetizált grafikaként” emlegette, ami kifejezetten összekapcsolta a műalkotáshoz a nem megmásítható, kereskedhető blokkláncjelzőt a (Namecoin által lehetővé tett) on-chain metaadatokon keresztül.
2015 októberében, három hónappal az Ethereum blokklánc elindítása után, az Ethereum első fejlesztői konferenciáján, a londoni DEVCON 1 rendezvényen indult el és mutatták be az első NFT-projektet, az Etheriát, amely az Ethereum blokklánc elindítása után három hónappal került bemutatásra. Az Etheria 457 megvásárolható és kereskedhető hatszögletű lapkájának nagy része több mint öt évig eladatlan maradt, egészen 2021. március 13-ig, amikor az NFT-k iránti megújult érdeklődés vásárlási lázba hozott. 24 órán belül a jelenlegi és egy korábbi verzió összes csempéjét, amelyek egyenként 1 ETH-hoz (az induláskor 0,43 USD) voltak keményen kódolva, összesen 1,4 millió USD-ért adták el.
Az "NFT" kifejezés csak az ERC-721-es szabvány révén vált szélesebb körben használatossá, amelyet először 2017-ben javasoltak az Ethereum GitHubon keresztül, miután abban az évben különböző NFT-projektek indultak el. A szabvány egybeesett több NFT-projekt elindításával, köztük a Curio Cards, a CryptoPunks (az amerikai Larva Labs stúdió által az Ethereum blokkláncon kiadott, egyedi rajzfilmfigurák kereskedelmére szolgáló projekt) és a ritka Pepe kereskedhető kártyák.
A 2017-es CryptoKitties online játékot a kereskedhető macska NFT-k eladásával tették nyereségessé, és sikere a közvélemény figyelmét az NFT-kre irányította.
Az NFT-piac 2020 folyamán gyors növekedésnek indult, értéke megháromszorozódott, és elérte a 250 millió dollárt. 2021 első három hónapjában több mint 200 millió dollárt költöttek NFT-kre. Az NFT-ket a világ legjelentősebb kereskedőinek számító NFT-ek piacán is megjelentek.
2021 első hónapjaiban az NFT-k iránti érdeklődés megnövekedett, miután számos nagy horderejű eladás és művészeti aukció zajlott.
2022 májusában a The Wall Street Journal arról számolt be, hogy az NFT-piac „összeomlóban van”. Az NFT-tokenek napi eladásai 92%-kal csökkentek 2021 szeptemberéhez képest, és az aktív pénztárcák száma az NFT-piacon 88%-kal csökkent 2021 novemberéhez képest. Míg az emelkedő kamatlábak hatással voltak a kockázatos fogadásokra az egész pénzügyi piacon, a Journal szerint „az NFT-k a legspekulatívabbak közé tartoznak”.
A dappGambl kriptopénz-szerencsejáték-weboldal 2023. szeptemberi jelentése azt állította, hogy az NFT-k 95%-a nulla pénzértékre esett.